# Phelsuma borbonica
Phelsuma borbonica is een hagedis die behoort tot de gekko's. Het is een van de soorten madagaskardaggekko's uit het geslacht Phelsuma.

## Naam en indeling
De wetenschappelijke naam van de soort werd voor het eerst voorgesteld door Robert Friedrich Wilhelm Mertens in 1966. Oorspronkelijk werd de wetenschappelijke naam Phelsuma cepediana borbonica gebruikt en werd de hagedis beschouwd als ondersoort van Lacepedes daggekko Phelsuma cepediana).

### Ondersoorten
De soort wordt verdeeld in drie ondersoorten die onderstaand zijn weergegeven, met de auteur en het verspreidingsgebied.
| Naam                        | Auteur        | Verspreidingsgebied |
| --------------------------- | ------------- | ------------------- |
| Phelsuma borbonica agalegae | Cheke, 1975   | Agalega-eilanden    |
| Phelsuma borbonica          | Mertens, 1966 | Noordelijk Réunion  |
| Phelsuma borbonica mater    | Meier, 1995   | Oostelijk Réunion   |

## Uiterlijke kenmerken
De hagedis bereikt een kopromplengte tot 6,9 centimeter en een totale lichaamslengte inclusief staart tot zestien cm. De hagedis heeft een groene tot bruine lichaamskleur en heeft een vage tekening en geen duidelijke strepen. Het aantal schubbenrijen op het midden van het lichaam bedraagt 99 tot 114.

## Verspreiding en habitat
De soort komt voor in delen van Afrika en leeft endemisch in de Mascarenen in Mauritius. De hagedis is hier gevonden op de Agalega-eilanden en Réunion. De habitat bestaat uit droge tropische en subtropische bossen en vochtige tropische en subtropische laaglandbossen. De soort is aangetroffen van zeeniveau tot op een hoogte van ongeveer 2800 meter boven zeeniveau.

## Beschermingsstatus
Door de internationale natuurbeschermingsorganisatie IUCN is de beschermingsstatus 'bedreigd' toegewezen (Endangered of EN).